# 데오다 드 세베락

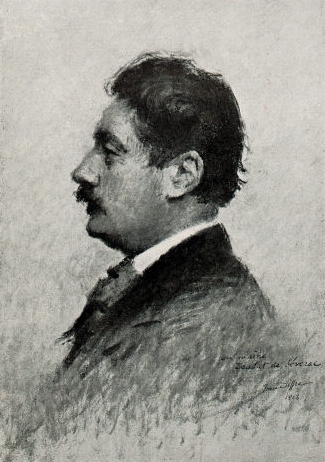

데오다 드 세베락(Déodat de Séverac, 1872년 7월 20일 ~ 1921년 3월 24일)는 프랑스의 작곡가이다.
Déodat de Séverac는 Saint-Félix-de-Caraman, Haute-Garonne에서 태어났다. 그는 고귀한 가문의 후손으로 그의 고향인 랑그도크의 음악적 전통에 깊은 영향을 받았다.
그는 처음에 툴루즈에서 공부한 다음 파리로 옮겨가 파리 음악원에서 제공하는 교육의 대안인 Schola Cantorum에서 뱅상 댕디와 Albéric Magnard 밑에서 공부했다 . 그곳에서 그는 Alexandre Guilmant 로부터 오르간 레슨을 이사크 알베니스의 조수로 일했다. 그는 프랑스 남부로 돌아와 짧은 생애의 대부분을 그곳에서 보냈다. 그의 고향 남부는 파리에서 만났던 예술가와 시인과 같은 동시대 사람들의 마음을 사로잡은 지역이었다.
그는 루시옹 피레네 오리엔탈 레스 세레에서 48세의 나이로 사망했다.
오크어와 카탈루냐어로 된 시에 붙인 곡과 폴 베를렌과 샤를 베들레르 프랑스어 시에 붙인 그의 성악 및 합창 음악으로 유명하다. 피아노 독주를 위한 그의 작곡도 비평가들의 찬사를 받았으며, 그 중 많은 곡이 그림을 연상시키는 제목으로 되어 있다.